# Macella flavithorax
Macella flavithorax är en fjärilsart som beskrevs av M.Gaede 1940. Macella flavithorax ingår i släktet Macella och familjen nattflyn. Inga underarter finns listade i Catalogue of Life.